# Atractodes procerus
Atractodes procerus là một loài tò vò trong họ Ichneumonidae.